# اسکات گمیل
اسکات گمیل (انگلیسی: Scot Gemmill؛ زادهٔ ۲ ژانویهٔ ۱۹۷۱) بازیکن سابق و مربی فوتبال اهل بریتانیا است.
وی سابقه بازی در تیم‌های ناتینگهام فارست، اورتون، پرستون نورث اند، لستر سیتی و باشگاه فوتبال آکسفورد یونایتد و همچنین ۲۶ بازی ملی برای تیم ملی فوتبال اسکاتلند در کارنامه دارد.